# Översvämningen i Texas i juli 2025
Översvämningen i Texas i juli 2025 inträffade från den 4 till den 6 juli 2025 och var en stor och förödande översvämning i och nedströms från Texas Hill Country, i delstaten Texas, USA. Under översvämningen steg vattennivåerna längs Guadalupefloden oerhört snabbt när 130–280 mm regn öste ner på bara några timmar. Den 6 juli rapporterades att minst 80 personer omkommit till följd av översvämningarna varav minst 41 rapporterades saknade. Dagen därpå höjdes dödssiffran till minst 104personer. och nästa dag hade den stigit till 109 personer.

## Prognoser och förberedelser

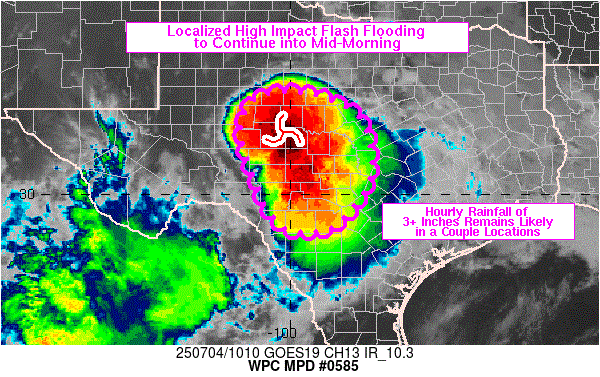
En prognos utfärdad av Weather Prediction Center den 4 juli, kl. 05:27.

Klockan 13:18 CDT den 3 juli 2025 utfärdade National Weather Service (NWS) kontor i San Antonio, Texas, en översvämningsvarning för Kerr County och andra områden som senare skulle påverkas av allvarliga översvämningar. Det varnades för 1–3 tum (25–76 mm) regn, med isolerade områden som såg närmare 5–7 tum (130–180 mm). Det varnades också för att det skulle bli "omgångar av spridda till utbredda skurar och stormar med risk för kraftigt regn".

## Räddningsarbetet och internationell hjälp
Merparten av räddningsarbetet sköttes av amerikanska myndigheter, företag, grupper och frivilliga. I tillägg till det kom också viss hjälp från Mexiko, vars president Claudia Sheinbaum beslöt att skicka en grupp brandmän och räddningspersonal för att bistå med att söka efter offer.